# 吸收波长计
吸收波长计是一种用于测量无线电波频率的简单电子仪器。这是一种较老的测量频率的方法，从20世纪初无线电诞生到20世纪70年代期间广泛使用，20世纪70年代廉价频率计数器的开发使其大大过时。波长计由频率校准的可调LC电路组成，带有仪表或其他装置，用于测量电路中的电压或电流。 当调整到具有未知频率的共振时，LC电路吸收能量，通过在仪表示数下降来指示。 然后可以从表盘读取频率。  
波长计用于不需要高准确性的频率测量，例如检查无线电发射器是否运行在其正确的频带，或检查谐波的输出。 许多无线电业余爱好者保留他们，作为一个简单的方式来检查他们的输出信号的频率。 类似的设备可以检测移动电话。 倾角计可以替代使用。
有两类波长计：传输波计，有一个输入和一个输出端口，插入信号路径，和吸收波计，松散地耦合到射频源并从中吸收能量。

## HF和VHF波段

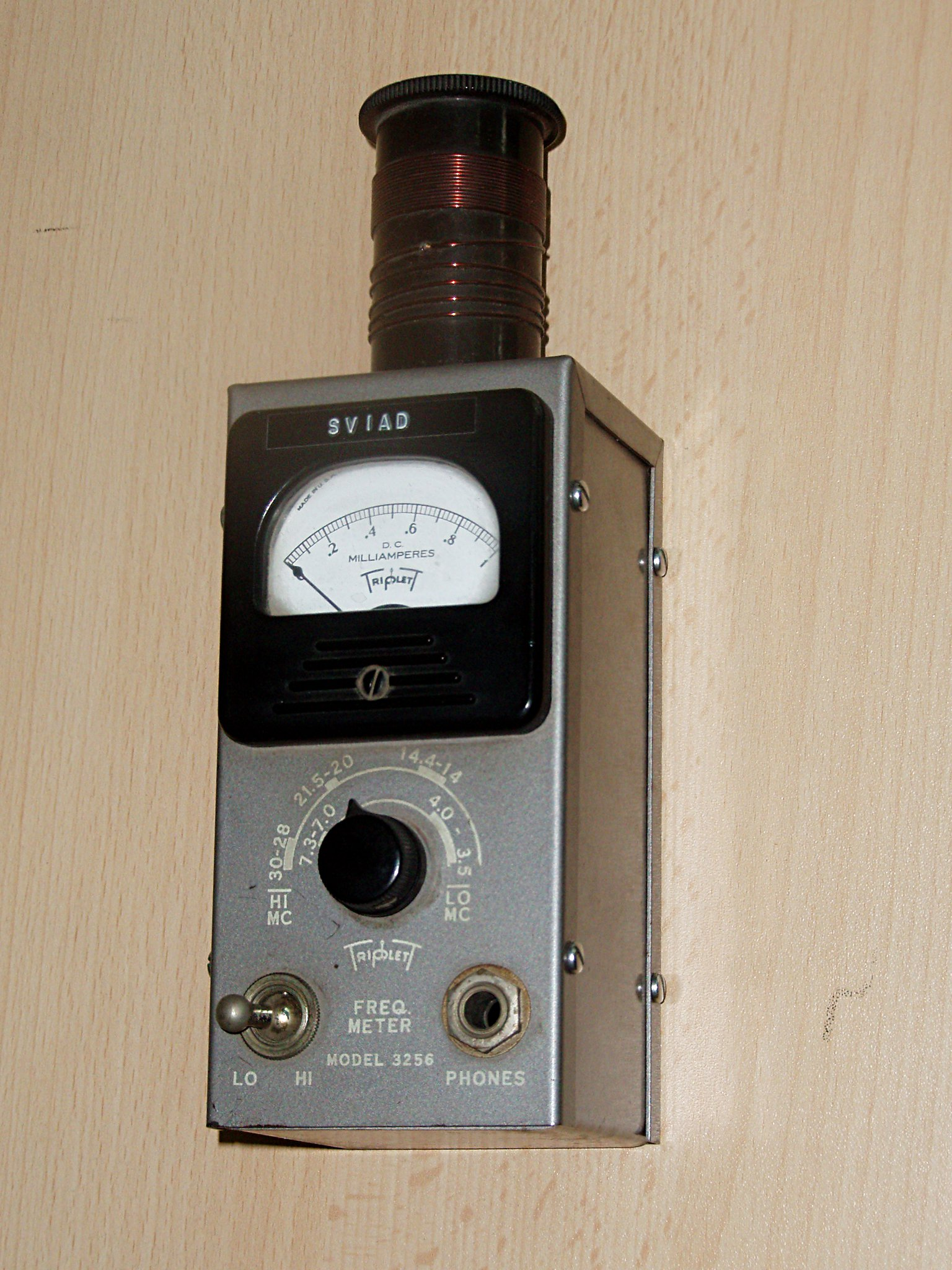
三重3256波长计，用于高频段。

该器件最简单的形式是可变电容器 ，其端子上有一个线圈。 连接LC电路的一个端子的是二极管 ，然后在二极管未连接到LC电路的端子和没有连接二极管的LC电路的端子之间连接有陶瓷去耦电容器。 最后，将检流计连接到去耦电容器的端子。
该装置对LC电路谐振的频率处的强无线电波源敏感。
由公式{\displaystyle f={1 \over 2\pi {\sqrt {LC}}}}给出。 

当器件暴露于处于谐振频率的RF场时，DC电压将出现在左侧的端子上。线圈通常在单元的外壳之外，因此它可以靠近被探测的物体。

## UHF和SHF

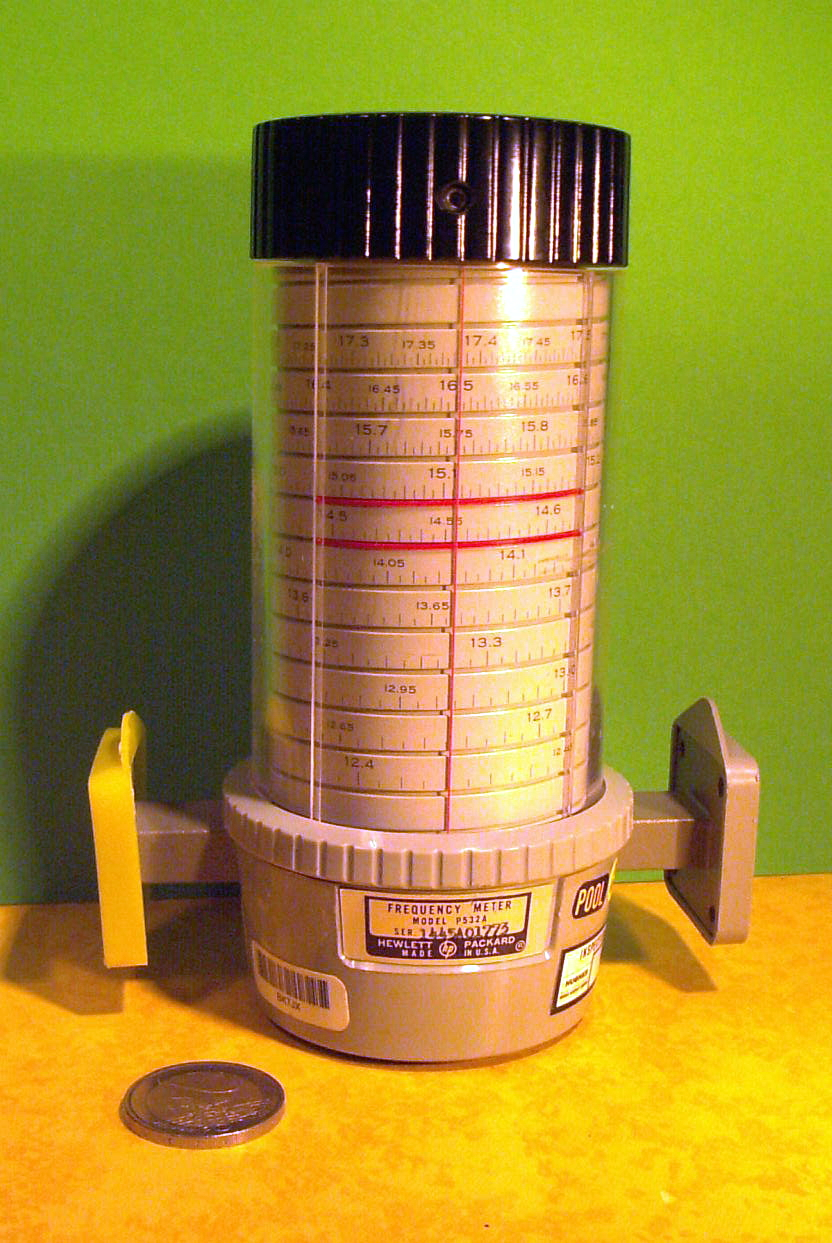
用于测量K_{u}波段微波频率的谐振腔波形计

在较高频率下，不可能将集总元件用于调谐电路。而是使用诸如带状线或谐振腔之类的方法。针对超高频（UHF）和极高频（SHF）的一种设计是一条长度为谐振四分之一波长的杆，其长度可以变化。另一种针对X波段的设计（10 GHz）是一个可以改变长度的谐振腔 。
作为UHF的替代方案，可以使用Lecher传输线。可以使用Lecher线粗略测量发射机的频率。 

## 请参见
- 栅极振荡器（英语：Grid_dip_oscillator）